# کلاته عوض
کلاته عوض روستایی است در بخش مرزداران شهرستان سرخس، استان خراسان رضوی. بر اساس سرشماری سال ۱۳۸۵ جمعیت آن ۷۶۴ نفر
است.
این روستا در۹۲ کیلومتری جنوب غربی شهر سرخس و در مجاورت بزنگان و در دامنه شرقی رشته کوه بزنگان قرار دارد. ارتفاع آن از سطح دریا ۱۱۰۰ متر و آب و هوای آن معتدل و خشک کوهستانی است.
جاذبه‌های طبیعی و تاریخی:
- غار کرکس
- برج تاریخی
- باغات گردو و سیب
- قنات
- ارتفاعات پوشیده از درختان ارس
- جنگل پسته گودال کلاته عوض